# Bách khoa toàn thư Miến Điện
Bách khoa toàn thư Miến Điện (tiếng Miến Điện: မြန်မာ့ စွယ်စုံကျမ်း) là bộ bách khoa toàn thư do Hội Dịch thuật Miến Điện xuất bản dưới sự chỉ đạo của cựu Thủ tướng Miến Điện U Nu. Dự án bắt đầu vào năm 1947, và tập đầu tiên sau đó được xuất bản thông qua hãng Stephen Austin & Sons Ltd, Hertford, Vương quốc Liên hiệp Anh. Mỗi tập trong số mười lăm tập gồm khoảng 500 trang. Tập cuối cùng của ấn bản đầu tiên được xuất bản năm 1976, và theo sau là các bản cập nhật hàng năm.
Sau cuộc đảo chính quân sự năm 1962 của Tướng Ne Win, việc biên tập và xuất bản cuốn bách khoa toàn thư này bị đình trệ. Hàng năm, thêm một cuốn bách khoa toàn thư được Hội Dịch thuật Miến Điện ấn hành. Sau năm 1988 và lại có một cuộc đảo chính quân sự khác, đất nước trở nên nghèo hơn và không thể nào xuất bản nổi Bách khoa toàn thư Miến Điện.
Wikipedia tiếng Miến Điện trực tuyến chứa nội dung hầu hết được nhập lại từ bản gốc cuốn Bách khoa toàn thư Miến Điện.